# Slonokoščeni stolp
Slonokoščeni stolp je izraz iz Svetega pisma, kjer v Visoki pesmi služi kot primera za lepoto. Danes ima negativen prizvok, saj največkrat pomeni izolacijo, vzvišenost nad realnim, akademski elitizem, samozadostnost, neuporabno žlahtnost. 

## Verski pomen
Slonokoščeni stolp se prvič pojavi v Visoki pesmi v Svetem pismu, kjer zaljubljenec primerja vrat svoje izvoljenke s slonokoščenim stolpom (tudi Stolp Davidov). 
»Tvoje prsi so kakor dva mladiča, gazelina dvojčka; tvoj vrat je kakor slonokoščen stolp; tvoje oči so kakor ribnik v Hesebonu pri vratih Betrabima; tvoj nos je kakor libanonski stolp, ki gleda v Damask.« (Vp 7,5)
Dolg vrat je spadal v kanon orientalske lepote, pojem slonokoščeni stolp v tem primeru označuje nekaj lepega. 
V 16. stoletju je bil vključen v litanije blažene Device Marije (Stolp slonokoščeni, Stolp slonokosteni), v tej rabi pa naj bi bil vsaj od 12. stoletja. 
Večkrat je upodobljen tudi v renesančni umetnosti poleg Device Marije v zaprtem vrtu.

## Moderna raba
V drugačnem kontekstu je frazo zapisal pesnik in kritik Charles-Augustin Saint-Beuve (1804-1869), ki je uporabil izraz "tour d’ivoire" za opis sobe v grajskem stolpu, v katerem je njegov znanec, pisatelj Alfred de Vigny, delal in pisal. Saint-Beuve je pri tem namigoval na človekovo fizično in tudi čustveno osamitev. 
V prvotnem pomenu (slonova kost kot dragocenost, nekaj lepega) je pojem zopet uporabil ameriški pisatelj Henry James, ki je tako naslovil svoj roman, ki je izšel posthumno leta 1917. Slonokoščeni stolp kot simbol ženske lepote so v anglosaškem leposlovju na začetku dvajsetega stoletja uporabili tudi nekateri drugi avtorji.

## Raba v slovenščini
Dalmatinov prevod Svetega pisma iz leta 1584 izraza še ne pozna v današnji obliki: 
Tvoje Garlu je kakòr en Turn is Elephantovih koſty. (Vp 7,4)
Oznaka se danes največkrat nanaša na akademski svet in ima slabšalen pomen. V slonokoščeni stolp se v novinarskih besedilih zapirajo znanstveniki, umetniki (»Kar zadeva teme, je več kot evidentno, da scenaristi in režiserji živijo v slonokoščenem stolpu ali steklenem zvonu, ali kako se že temu reče, kamor realna realnost ne prodira.«), ki bežijo pred stvarnostjo, kritiki, slovničarji. Frazo se uporablja v zvezi s sodišči, češ da so vzvišena nad navadnim človekom (»onstran slonokoščenega stolpa ustavnega sodišča«), informatiko (»Še nedavno so bili informatiki varni v svojih slonokoščenih stolpih. Tako ali tako jih ni nihče razumel in so lahko našli izgovor za vsako polomijo.«), družinskim življenjem (»Ko sem se rodila, sta starša zgradila slonokoščeni stolp, v katerem je bil prostor le zanju in zame«). Fraza pomeni elitizem, odmaknjenost od resničnega sveta, hermetizem, sterilnost, indvidualizem, izolacijo, osamljenost, osamitev, vzvišenost, prezirljivost, jalovost in praznoto. Pozitivni pomeni fraze so redkejši: izvoljenost, idealizem, odličnost. V enakem pomenu se uporablja fraza stekleni zvon. 
... [umetnik] takoj vzpostavil neposreden stik s publiko, saj gre za enega tistih glasbenikov, ki se ne zapira v slonokoščeni stolp, ampak rad deli s poslušalci svoje znanje, nudi jim ključ za globlje razumevanje in estetsko dojemanje vsake skladbe ...
V dobesednem pomenu frazo slonokoščeni stolp uporabljajo računalniške revije, kjer je to del računalniške igrice.